# 1937 NN
1937 NN eller (5452) 1937 NN är en asteroid i huvudbältet som upptäcktes 5 juli 1937 av den sydafrikanske astronomen Cyril V. Jackson i Johannesburg.
Asteroiden har en diameter på ungefär 6 kilometer.